# Pădurea Niepołomice

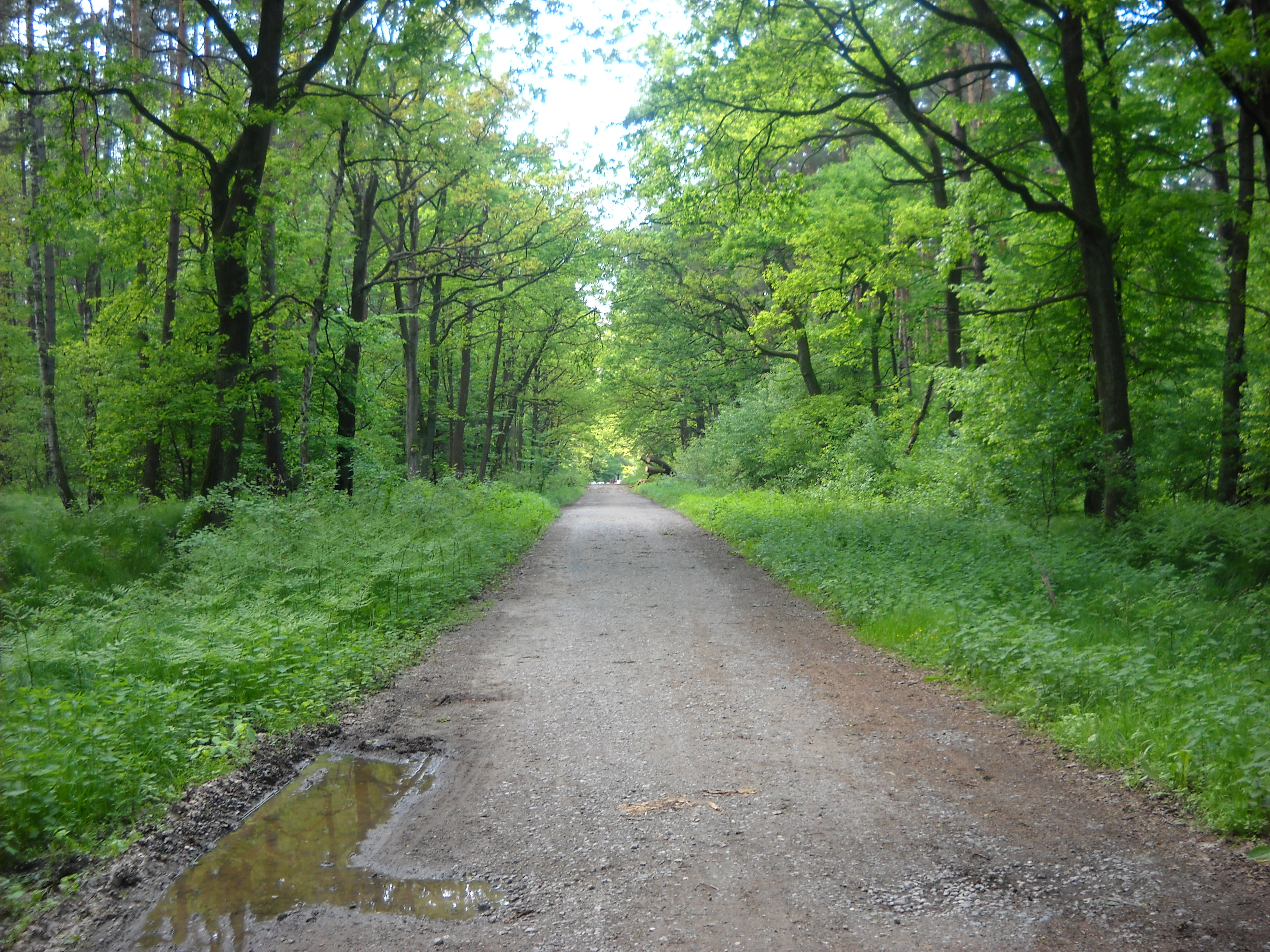
Drum din Pădurea Niepołomice, mai 2010

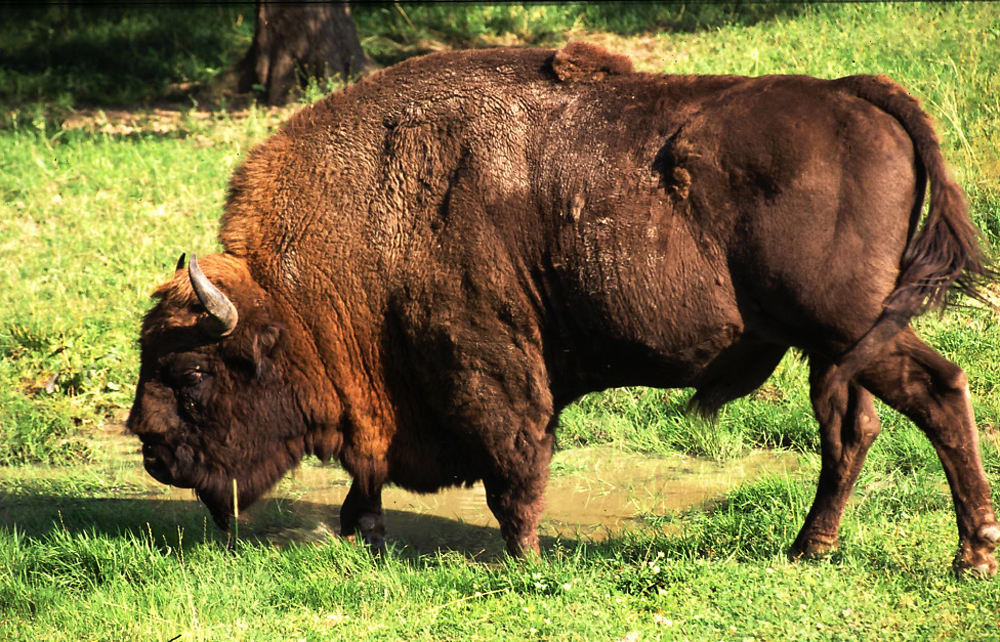
Zimbrul polonez (Żubr)

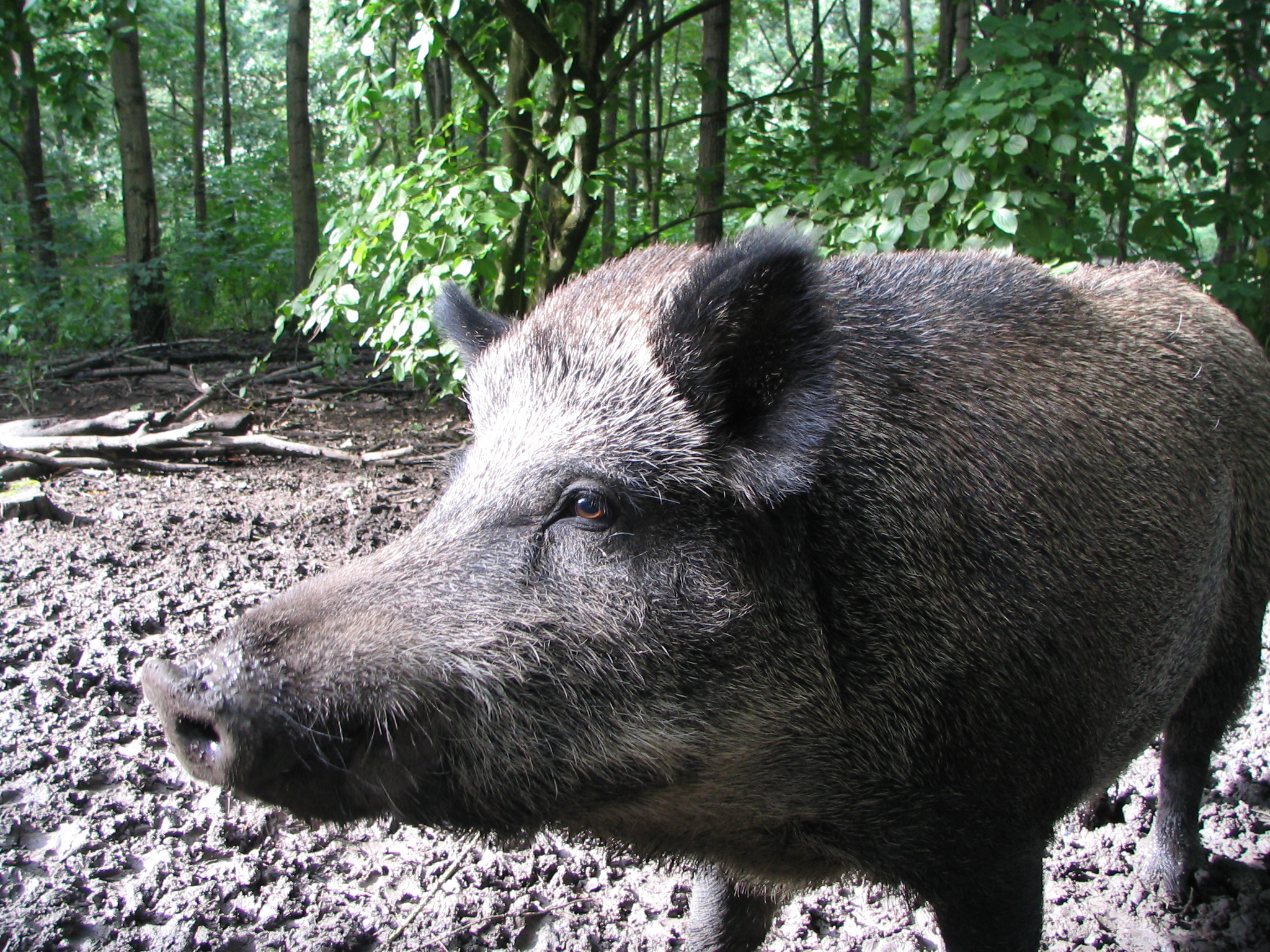
Mistreț (Dzik)

Pădurea Niepołomice (poloneză Puszcza Niepołomicka) este un complex forestier în partea vestică a Bazinului Sandomierz, aproximativ 20 km mai la este de Cracovia, Polonia. Acesta este alcătuit din câteva arii protejate care inițial au constitui o singură pădure virgină. Pădurea Niepołomice ocupă un teritoriu între râul Vistula și Raba. Complexul principal ocupă 110 km². Acesta este situat între orașul Niepołomice, Baczków, Krzyżanowice și Mikluszowice.
Denumirea Niepołomice derivă de la cuvântul din limba poloneză veche niepołomny care înseamnă „de netrecut”, sau „imposibil de distrus” (sau cuceri).

## Descriere
Pădurea este formată din șase rezervații naturale, cu o suprafață totală de 94,43 hectare. Cea mai mare rezervație, denumită Gibiel (29,79 ha), acoperă zona cu cea mai diversă floră și faună, în ea fiind 175 de specii de păsări, precum și zimbri, cerbi, mistreți, lupi, râși și pisici sălbatice. Rezervația următoare, denumită Lipówka (25,73 ha), dispune de monumente naturale de 200 de ani, în special copaci precum tei, stejari și carpeni. Rezervația Długosz Królewski, care este puțin mai mică, cu o suprafață de 24,14 ha (nu departe de satul Stanisławice), a fost creată cu scopul de a proteja o floare rară de ferigă, denumită Osmunda regalis (poloneză Długosz Królewski). Rezervația Dębina (12,66 ha) a fost creată pentru conservarea arborilor vechi de stejar. Rezervația Koło, cu o suprafață mai mică, de 3,49 ha, este formată din tei vechi și carpeni. Rezervația Wiślisko Kobyle (6,67 ha) este dedicată plantelor acvatice. În inima Pădurii Niepołomice este cea mai protejată zonă locuită de wisentul polonez (Żubr), cel mai greu animal terestru care a supraviețuit în Europa.

## Istorie
Datorită poziției sale în apropiere de Cracovia, apoi capitala Poloniei, Pădurea Niepołomice a fost cel mai popular loc de vânătoare a monarhilor polonezi începând cu secolul al XIII-lea. În vecinătatea sa, regele Cazimir al III-lea cel Mare a construit Castelul Regal de vânătoare, care mai târziu a fost reconstruit de Sigismund I cel Bătrân și dotat cu grădinile reginei Bona Sforza. Prima mențiune oficială a Pădurii Niepołomice provine dintr-un document scris în 1242, intitulat „Kłaj”. În 1393, pădurea este menționată ca Lemnele Niepołomice (Las Niepołomicki), și în 1441 - pentru prima dată, a fost menționat numele actual. De-a lungul întregii sale istorii, pădurea a fost deținută de stat - de către regii polonezi între secolele XIII și XVIII, până la împărțirea Poloniei, și după eliberare, de către statul suveran Polonia.

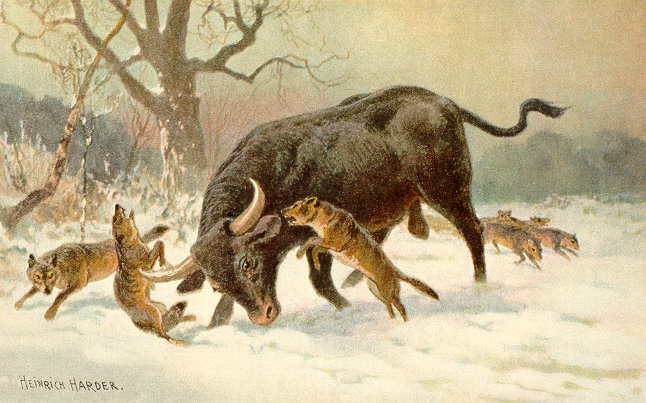
Bour atacat de lupi, pictată de H. Harder

Drumul care duce prin pădurea a fost numit Drumul Regal (vezi și: Calea Regală din Cracovia care se termină la Castelul Wawel în inima orașului). Acesta a fost parcursă de regii polonezi proeminenți la vânătoarea de urși, bouri (dispărut din 1627, în imagine), zimbri sau alte animale mari. Pădurea a fost o sursă majoră de materiale de construcții din lemn. Acesta a fost supravegheată de către silvicultori și de Masterii de la Vânătoarea Regală.
În timpul împărțirii Poloniei, din anul 1795, Imperiul Austro-Ungar (care a controlat provincia mai bine de un secol) a distrus cea mai mare parte din pădurea bătrînă și a replantat această zonă cu pini care creșteau rapid, destinați pentru comerț. Distrugerea mai minuțioasă a ceea ce a rămas din Pădurea Niepołomice a avut loc când ocupării Poloniei de Germania Nazistă între 1939-1945. Copacii au fost tăiate fără limită și transportați la bazele militare și fronturile din Europa. Aici au fost comise crime de război asupra polonezilor și evreilor din orașele vecine  Bochnia și Niepołomice care au fost uciși în adâncul pădurii. În pădure există numeroase gropi comune, inclusiv cele a soldaților polonezi de la Infanteria 156 a Armatei Cracoviei, uciși la 9 septembrie 1939, precum și cele ale partizanilor locali care au murit înainte de sfârșitul celui de-Al Doilea Război Mondial. Printre cei 40 de ostatici executați acolo la 11 decembrie 1942 se numără eroicul Președintele al Cracoviei, Dr. Stanisław Klimecki.
În prezent, pădurea este întreținută în conformitate cu practicile forestiere moderne. Copaci foarte vechi sunt în general rari. Programul de reconstrucție a început în Polonia postbelică în jurul mijlocul secolului al XX-lea, inclusiv restabilirea plantelor native în zonele de extragere.

## Turism
Pădurea este traversată de mai multe trasee de mers pe jos, inclusiv de 7 km de pistă pentru biciclete și recent deschisul traseu educativ de 4 km lungime, completat cu pancarte de informare cu privire la flora și fauna locală. Printre traseele care duc adânc în pădure, există Niepołomice – Poszyna de 14 km lungime (verde), traseul numit calea regală, iar cele două trasee, fiecare de 12 km,  Grodkowice - Błoto - Sitowiec, și Podłęże – Przyborów – Sitowiec (albastru) duc la gropile comune de polonezi și evrei din timpul celui de-Al Doilea Război Mondial. Există, de asemenea, poteca Stanisławice de 8 km lungime (roșu) care duce spre perimetrul rezervației de zimbri, cu toate acestea, rezervația nu este accesibilă pentru vizitatori. Toate traseele sunt concepute și întreținute de către Inspectoratul de Silvicultură din Niepołomice.